# Río Clarión
El río Clarión es un curso de agua del norte de la península ibérica. Discurre por Cantabria.

## Curso
El río nace en la localidad cántabra de Matienzo y, tras unírsele el Clarín, acaba desembocando en Rada en la ría que llega desde Santoña. Aparece descrito en el sexto volumen del Diccionario geográfico-estadístico-histórico de España y sus posesiones de Ultramar de Pascual Madoz con las siguientes palabras:

CLARION: r. en la prov. de Santander, part. jud. de Ramales: tiene su origen en el pueblo de Matienzo y su barrio de la Vega en el valle de Ruesga; cruza el indicado pueblo de S. á N. y en el otro barrio de la Secada, se sumerge para volver á salir en el de la Iseguilla, perteneciente al l. de Secadura, despues de haber atravesado la montaña llamada de Tocornal; sigue su curso hácia San Mamés donde se le une el Clarin y juntos desaguan por Rada en la ria procedente de Santoña: en el invierno lleva mucha agua, de modo que no puede pasarse mas que por los puentes que le atraviesan, que son bastantes; en el verano aunque disminuye su caudal queda sin embargo el suficiente para dar impulso á las muelas de varios molinos que sustenta; cria truchas y anguilas.
(Madoz, 1847, p. 476)